# 視訊會議

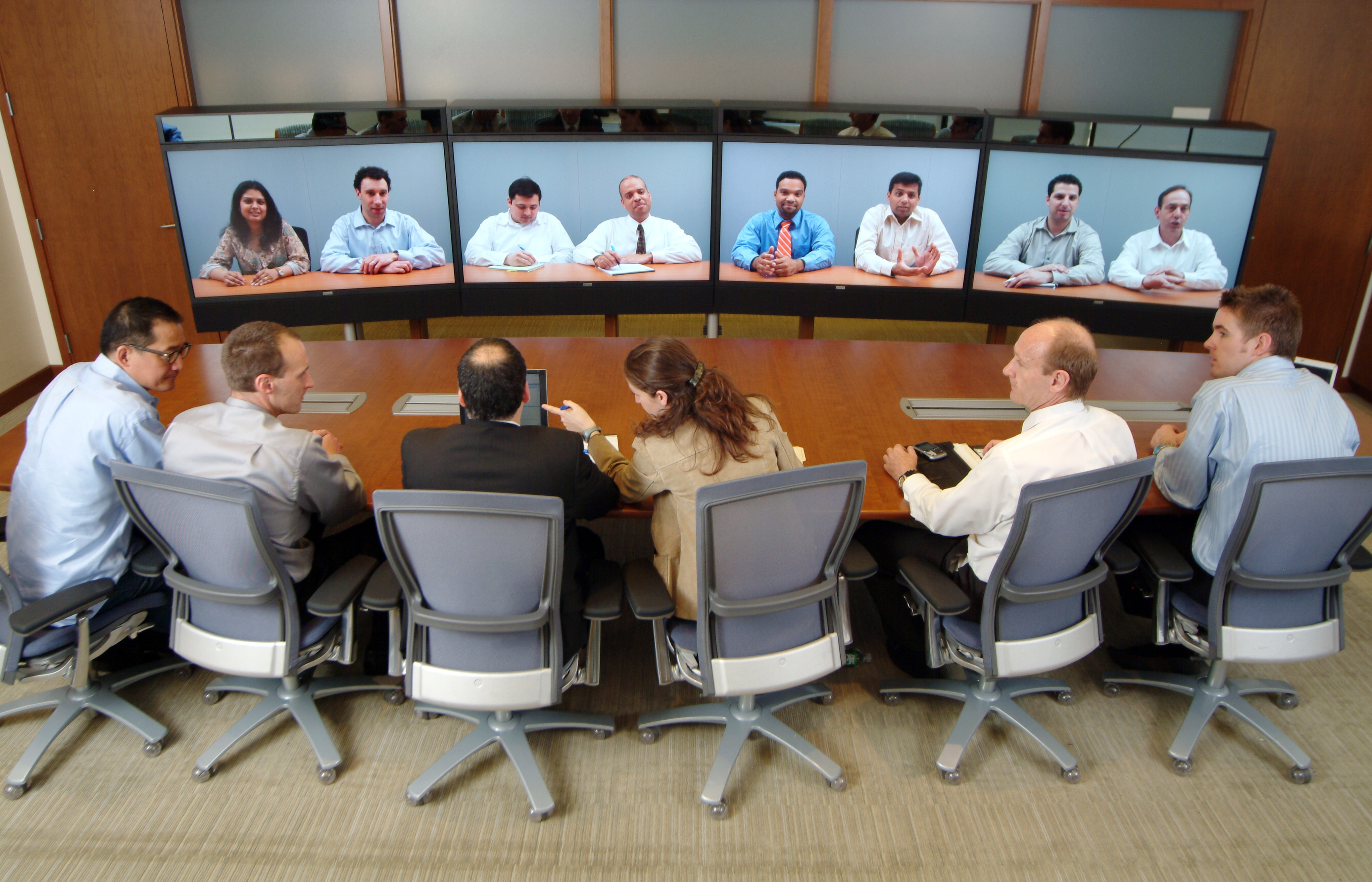
視訊會議

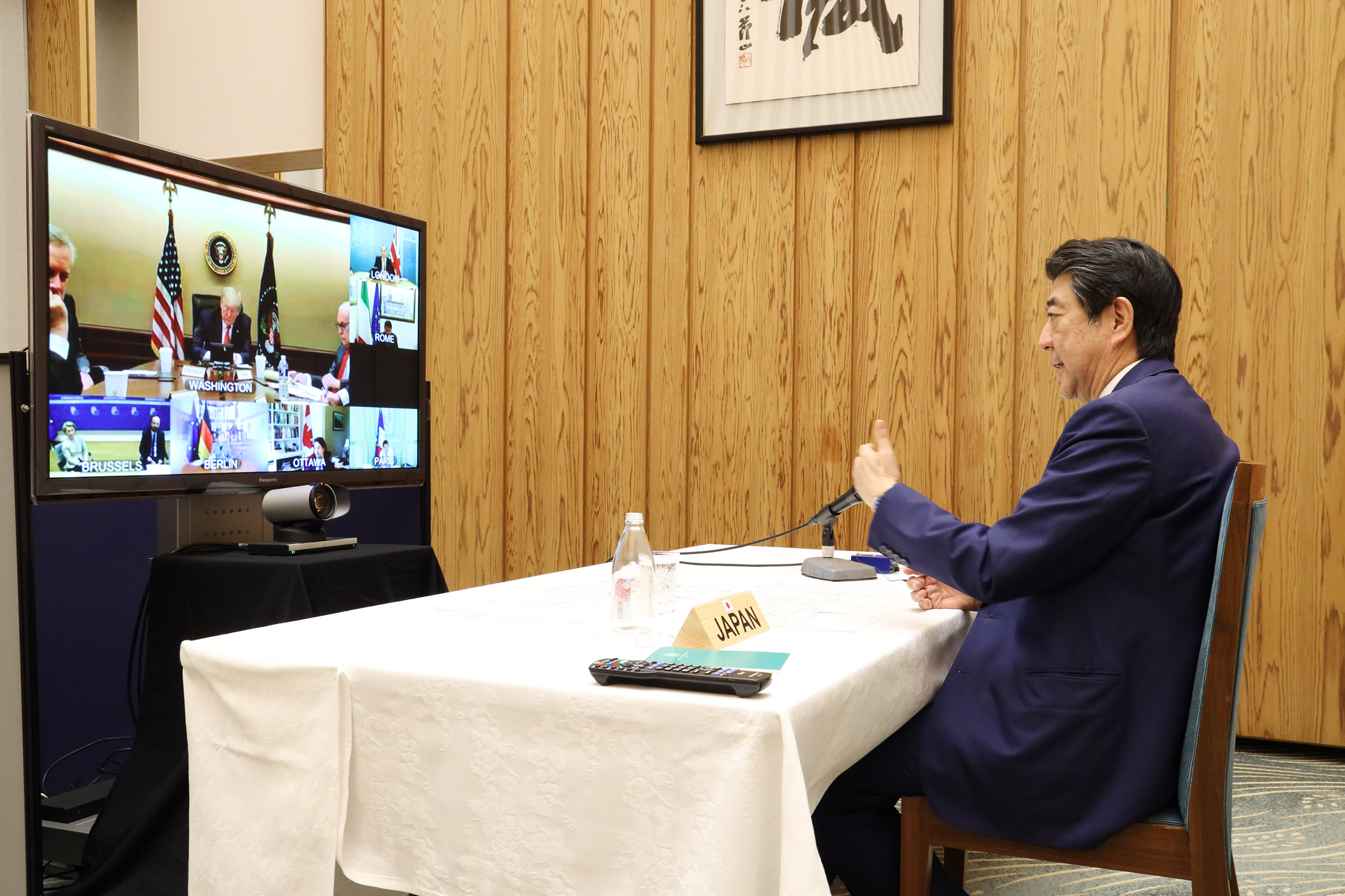
2020年4月16日，七大工業國集團領袖舉行視訊會議。

視訊會議（英語：video conference，又稱電視電話會議），是各方透過網路與通訊裝置實時傳輸視訊和聲音訊號來面對面溝通的會議方式。自從2019冠状病毒病疫情爆發以來，為了避免病毒的傳播，愈來愈多的人選擇以線上方式舉行會議。在民間，人們普遍使用的視訊會議軟體有Zoom、Google Meet、騰訊會議、Microsoft Teams等。

## 使用歷史
視訊會議的概念最初是在 1870 年代後期在美國和歐洲提出的，儘管允許其最早試驗的基礎科學需要近半個世紀的時間才能被發現。
視訊會議可能有安全問題，例如有閒人會闖入會議，例如Zoom轟炸，儘管這種情況不是Zoom專有。